# アンドリー・ピルシチコウ
アンドリー・ボリソビッチ・ピルシチコウ（ウクライナ語: Андрій Борисович Пільщиков、1993年2月3日 - 2023年8月25日）は、ウクライナの軍人、パイロット。TACネームは"Juice"。
ロシアによるウクライナ侵攻中の2023年8月25日、ジトーミル州シンフリー付近上空で、搭乗していたL-39M1練習機の空中衝突によって死亡。死後、空軍大尉から空軍少佐に一階級特進。

## 経歴
1993年2月3日にウクライナのハルキウ州ハルキウで誕生する。イヴァーン・コジェドゥーブ記念空軍大学を卒業後、ウクライナ空軍第40戦術航空旅団に配属され、MiG-29パイロットとなる。
2018年に多国間演習「クリアスカイ2018」に参加した際、バーでアルコールを注文せず、ジュースばかり頼んでいたため、アメリカ人の友人から"Juice"のTACネームを与えられた。
2022年のロシアによるウクライナ侵攻後、首都キーウなどの防空任務に従事、2022年5月7日時点で戦闘飛行時間が500時間に達した。
2023年6月2日にはウクライナ東部での戦闘任務で、2機のMiG-29戦闘機によるAGM-88対レーダーミサイルの発射に成功している。

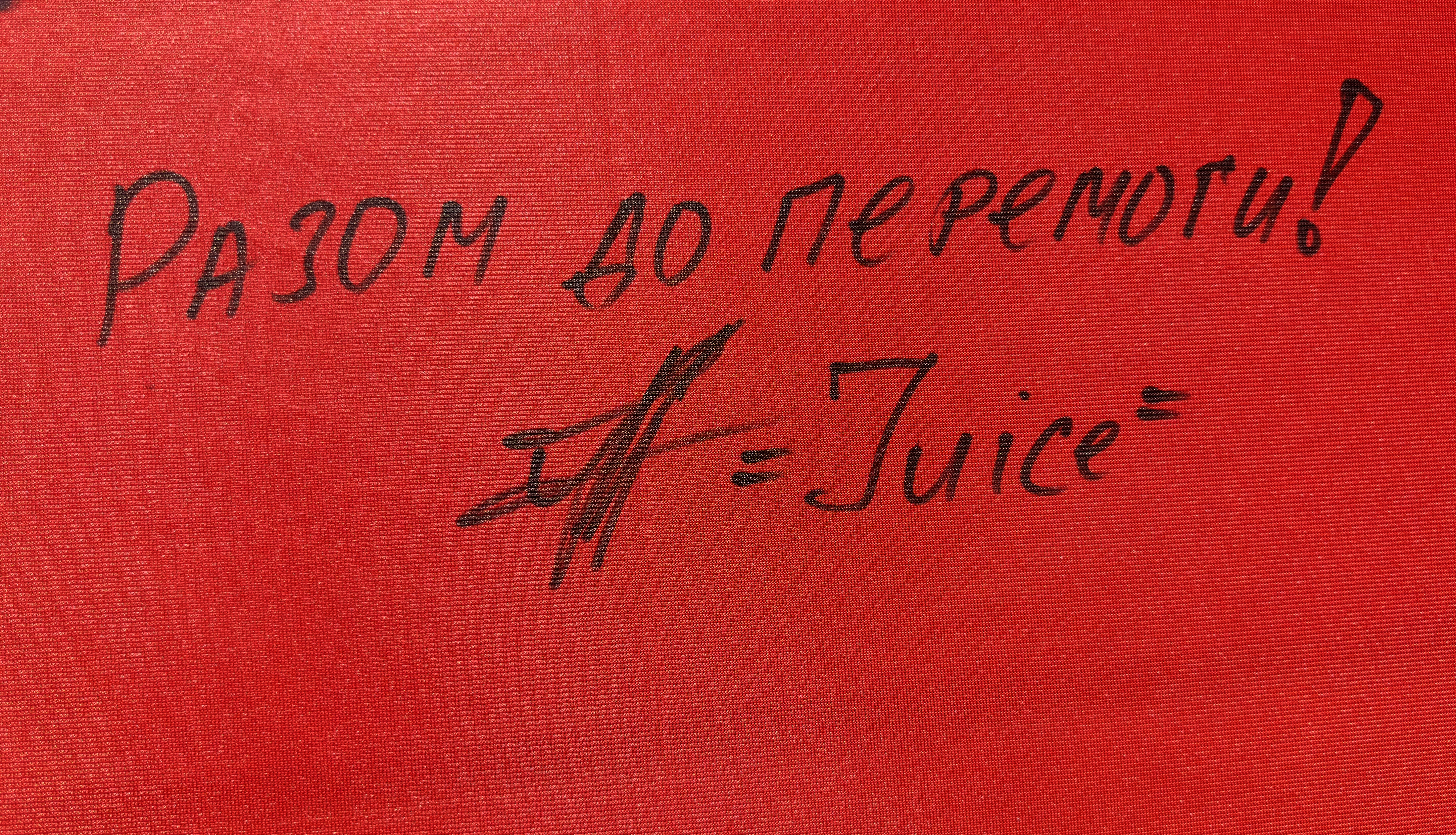
共に勝利へ！ (2023年4月7日)

2023年8月25日、ジトーミル州シンフリー付近上空で、低空飛行訓練中に2機のL-39M1練習機が空中衝突し、他の2名のパイロットととも死亡した。8月26日、ウクライナのウォロディミル・ゼレンスキー大統領は国民への演説の中で、ピルシチコウを含む事故で死亡した3名のパイロットについて言及した。8月29日、キーウのキリスト復活総大司教座大聖堂でピルシチコウの公開追悼式が執り行われた。

## 栄典
- 3等勇敢勲章 - 2022年5月2日[17]